# Pfaffing (Fürstenfeldbruck)
Pfaffing ist ein Weiler bei Gelbenholzen und gehört als Ortsteil zur Großen Kreisstadt Fürstenfeldbruck im oberbayerischen Landkreis Fürstenfeldbruck (Bayern). Seine Kirche war bis ins 19. Jahrhundert die Mutterpfarre umliegender Ortschaften wie Fürstenfeldbruck, Schöngeising und Biburg.

## Geschichte
Im 8. Jahrhundert siedelte sich am Platz ein Mönchspfarrer an, der vom damals benediktinischen Kloster Schlehdorf am Kochelsee gesandt wurde (nach einer Tradition aus späterer Zeit). Diese Überlieferung wird auch durch den Ortsnamen bestätigt. Orte mit dem Suffix -ing stammen aus dem 6.–8. Jahrhundert, das ist die Anfangszeit nach der bajuwarischen Landnahme. Pfaffing bedeutet ‚bei den Leuten des Pfaffen (Pfarrers)‘.
Die Siedlung wurde an einer Nebenstrecke der Straße von Salzburg nach Augsburg in einer kleinen Niederung am Bach Schwarzer Graben errichtet. In unmittelbarer Nähe der Kirche liegt ein Gräberfeld aus unbekannter Zeit. Das Bayerische Landesamt für Denkmalpflege verzeichnet dieses Bodendenkmal unter der Denkmalnummer D-1-7833-0118.

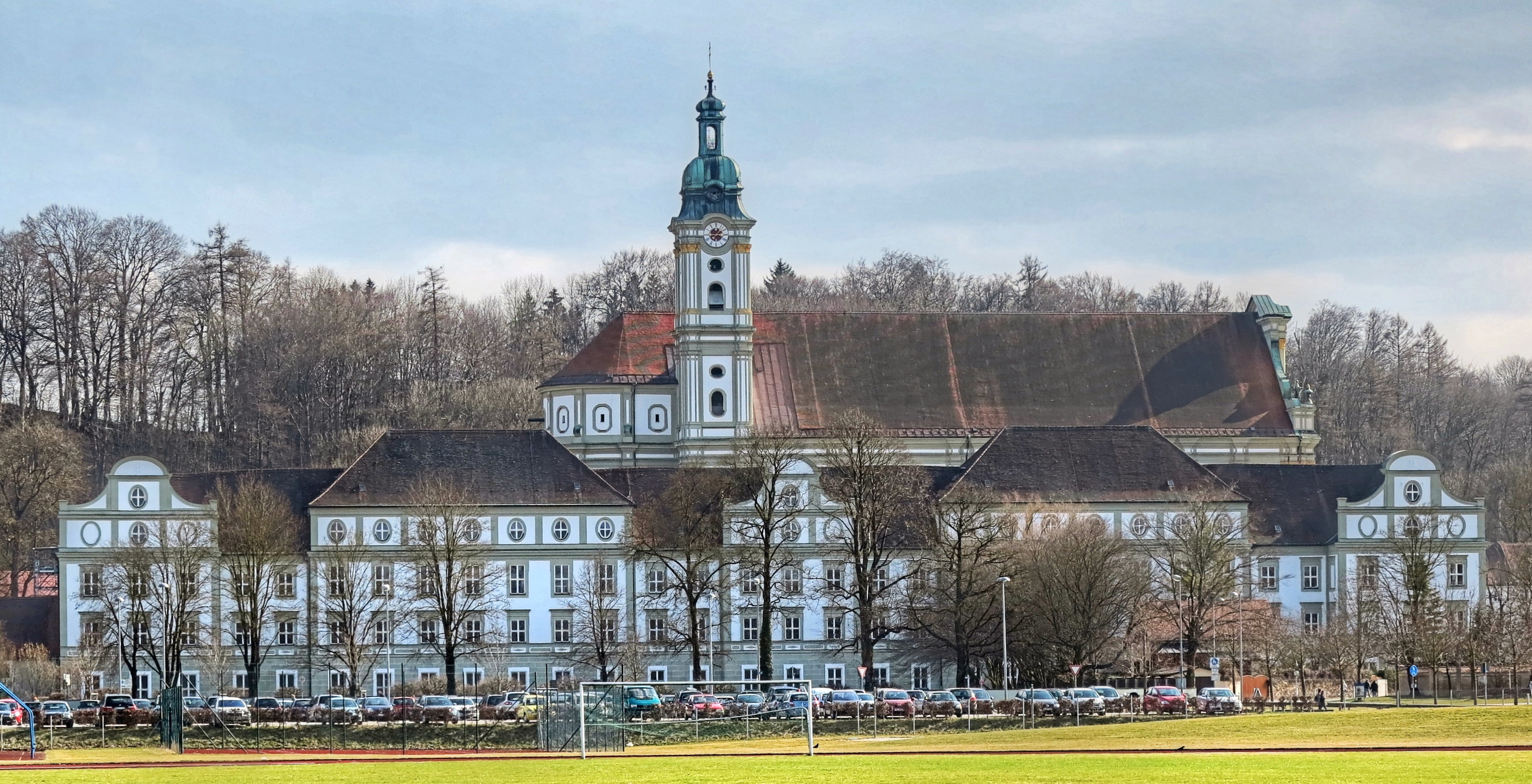
Kloster Fürstenfeld

1098 und 1137 wird der Ort erstmals als Phaphingen in Urkunden erwähnt. 1270 gehen Weiler und Kirche an das 1263 gegründete Kloster Fürstenfeld der Zisterzienser über, die Pfarre folgt 1271. Im 15. Jahrhundert bestand Pfaffing nur noch aus zwei Anwesen, die das Kloster als Brüderhöfe in Eigenregie betrieb. Gleichwohl wurden die Gottesdienste der Pfarrei erst 1675 nach dem heutigen Fürstenfeldbruck übertragen. Es dauerte dann noch bis 1806, bis die Kirche ihren Status als Pfarrkirche verlor.

## Kirche St. Stephan
An der Stelle des heutigen Gotteshauses stand vermutlich schon in früher Zeit eine Vorgängerkirche, eine der ältesten Kirchen des Umlandes. Ein Kirchenbau wird jedoch erst um 1140 durch die erstmalige Nennung des Pfaffinger Patroziniums St. Stephan belegt: „iuxta pontem sancti Stephani“. Der heutige spätgotische Bau St. Stephan mit Sattelturm stammt aus dem 15. Jahrhundert. In späterer Zeit wurde die Kirche barockisiert, um 1861/62 wieder regotisiert. Während der Säkularisation wurde die Kirche 1806 vor dem Abbruch gerettet. 1982–1985 restauriert.
An der rechten Wand befindet sich ein Kruzifix von 1520/30 und eine Kopie der Madonna von Blutenburg. Aus der Barockzeit ist lediglich ein Gemälde Heiliger Stephanus erhalten. Die Deckenfresken und zwei Glasmalereien im Chor stammen aus dem Jahr 1862.